# Isonychia bicolor
Isonychia bicolor är en dagsländeart som först beskrevs av Walker 1853.  Isonychia bicolor ingår i släktet Isonychia och familjen Isonychiidae. Inga underarter finns listade i Catalogue of Life.